# Приміський Ігор Пилипович
І́гор Пили́пович Приміський (* 9 листопада 1950, м. Конотоп, Сумська область, УРСР, СРСР) — радянський і український кінооператор. Член Національної спілки кінематографістів України.

## Біографічні відомості
Народився 9 листопада 1950 р. у м. Конотопі Сумської області в родині історика. Закінчив операторський факультет Київського державного інституту театрального мистецтва ім. І. Карпенка-Карого (1979, майстерня М. Чорного).

## Фільмографія
Зняв стрічки: 
- «Кримські сторінки Олександра Гріна» (1980, реж. В. Клевцов)
- «Далекий голос зозулі» (1985 т/ф, 2 с)
- «Жменяки» (1987 т/ф, 2 с)
- «Хочу зробити зізнання» (1989)
- «Вікно навпроти» (1991, т/ф)
- «Фатальні діаманти» (1992)
- «Ну, ти й відьма!» (1992, т/ф, у співавт.)
- «Веселенька поїздка» (1994)
- «Беретті. Батько і син» (1994, з докум. серії «Архітектори Києва», реж. В. Соколовський)
- «Репортаж» (1995)
- «Роксолана» (1996, т/серіал, 26 а)
- «Посмішка звіра» (1997)
- «Поліфонія. Відродження національної філармонії» (1997, у співавт.)
- «Утьосов. Пісня довжиною у життя» (2006, т/с, у співавт.)
- «Дев'ять життів Нестора Махна» (2006, т/с, у співавт.)
- «Блудні діти» (2009, т/с)
- «Злочин у фокусі» (2014) та ін.

## Нагороди, відзнаки
- Премія імені Івана Франка у галузі інформаційної діяльності (2016) — відзначений у номінації «За найкращий твір у телевізійній сфері» у складі творчої групи філії Національної телекомпанії України «Центральна дирекція Канал «Культура» (Тетяна Баришпол, Ігор Приміський, Сергій Байдецький) за документальний фільм «Вставай, Маріє!»